# Novo Goražde
Novo Goražde, (in serbo Ново Горажде) è un comune della Repubblica Serba di Bosnia ed Erzegovina con 3.391 abitanti al censimento 2013. Per un breve periodo il suo nome è stato Ustiprača che ora è una sua frazione.
È stato costituito in seguito agli Accordi di Dayton come parte del vecchio comune di Goražde, inizialmente la prima denominazione era Srpsko Goražde, dichiarata incostituzionale nel 2004 è passata brevemente a Ustiprača per arrivare alla nuova denominazione nel 2005.